# Mantispa militaris
Mantispa militaris is een insect uit de familie van de Mantispidae, die tot de orde netvleugeligen (Neuroptera) behoort. 
Mantispa militaris is voor het eerst wetenschappelijk beschreven door Navás in 1914.